# هنري كننغهام
هنري كونينغام (7 يوليو 1707 - 9 يوليو 1777) كان كاهنًا أنجليكانيًا إيرلنديًا في القرن الثامن عشر. ولد كونينغهام في ليميريك وتلقى تعليمه في كلية ترينيتي في دبلن. أقام في كيلوكين، وكريف. عُين رئيس أساقفة إلفين عام 1751. استقال في عام 1761 لحضور قاعة بالينتوبير في كاتدرائية إلفين.